# Chrétien Matawo Bakpessi
Chrétien Matawo Bakpessi (* 1924 in Yadé, Französisch-Togo; † 27. April 1992 in Kara) war ein togoischer römisch-katholischer Geistlicher und Bischof von Sokodé.

## Leben
Chrétien Matawo Bakpessi empfing am 21. Dezember 1952 das Sakrament der Priesterweihe für die Apostolische Präfektur Sokodé.
Am 9. August 1965 ernannte ihn Papst Paul VI. zum Bischof von Sokodé. Der Präfekt der Kongregation De Propaganda Fide, Krikor Bedros XV. Kardinal Agagianian, spendete ihm am 5. Dezember desselben Jahres in der Kapelle des Pontificio Collegio Urbano de Propaganda Fide in Rom die Bischofsweihe; Mitkonsekratoren waren der Erzbischof von Lomé, Robert-Casimir Dosseh-Anyron, und der emeritierte Bischof von Sokodé, Jérôme-Théodore Lingenheim SMA.